# اورسومارسو
اورسومارسو (به ایتالیایی: Orsomarso) یک کومونه در ایتالیا است که در استان کزنتزا واقع شده‌است.

## خصوصیات
اورسومارسو ۹۰ کیلومترمربع مساحت و ۱٬۴۱۲ نفر جمعیت دارد و ۱۲۰ متر بالاتر از سطح دریا واقع شده‌است.